# Wierzbięcice
Wierzbięcice est une localité polonaise de la voïvodie d'Opole et du powiat de Nysa.